# Unione Rugby Capitolina 2006-2007

## Super 10 2006-07

### Stagione regolare
| Incontro                     | Andata | Ritorno |
| ---------------------------- | ------ | ------- |
| Capitolina — Calvisano       | 7-28   | 9-13    |
| Petrarca — Capitolina        | 25-12  | 16-15   |
| Capitolina — Viadana         | 26-20  | 7-27    |
| Parma — Capitolina           | 31-13  | 20-20   |
| Capitolina — Amatori Catania | 40-18  | 26-20   |
| L’Aquila — Capitolina        | 31-14  | 16-18   |
| Benetton — Capitolina        | 17-11  | 45-18   |
| Capitolina — Rovigo          | 33-27  | 18-28   |
| GRAN Parma — Capitolina      | 58-20  | 37-39   |

#### Risultati della stagione regolare
| Posizione | G  | V | N | P  | PF  | PS  | DP   | B | Pt |
| --------- | -- | - | - | -- | --- | --- | ---- | - | -- |
| 7ª        | 18 | 6 | 1 | 11 | 346 | 477 | -131 | 5 | 31 |

## Coppa Italia 2006-07

### Prima fase
| Incontro                     | Risultato |
| ---------------------------- | --------- |
| Amatori Catania — Capitolina | 21-31     |
| Capitolina — Benetton        | 31-14     |
| GRAN Parma — Capitolina      | 40-13     |
| Capitolina — Viadana         | 17-42     |

#### Risultati della prima fase
| Posizione | G | V | N | P | PF | PS  | DP  | B | Pt |
| --------- | - | - | - | - | -- | --- | --- | - | -- |
| 2ª        | 4 | 2 | 0 | 2 | 92 | 117 | -25 | 2 | 10 |

### Fase finale
| Turno | Incontro               | Risultato |
| ----- | ---------------------- | --------- |
| SF    | Calvisano — Capitolina | 30-16     |